# پل گرووز (بازیکن فوتبال)
پل گرووز (انگلیسی: Paul Groves؛ زادهٔ ۲۸ فوریهٔ ۱۹۶۶) بازیکن فوتبال اهل بریتانیا است.
از باشگاه‌هایی که در آن بازی کرده‌است می‌توان به باشگاه فوتبال وست برومویچ آلبیون، باشگاه فوتبال یورک سیتی، باشگاه فوتبال برتون آلبیون، باشگاه فوتبال اسکانتورپ یونایتد، باشگاه فوتبال بلکپول، باشگاه فوتبال لینکولن سیتی، باشگاه فوتبال گریمزبی تاون، باشگاه فوتبال استافورد رانجرز، و باشگاه فوتبال لستر سیتی اشاره کرد.